# 仙北北部広域農道
仙北北部広域農道（せんぼくほくぶこういきのうどう）は、秋田県大仙市を通る農道である。

## 概要
起点は大仙市にある秋田県道67号四ツ屋神岡線交点から始まり北西方に進み、少し周りの水田地帯や耕地を眺めてすぐに山間の中を通るため、カーブや急坂などが存在する。東方に松倉岳や明光沢岳が、西方には神岡町営笹倉放牧場や秋田県道254号土川神岡線がそれぞれの山奥に存在する。山間を降りた所で秋田県道10号本荘西仙北角館線と交差し、その周りは水田や耕地が多い。さらにまっすぐ進み再び山間の中を跨いでゆき、やや西向きに方向が変わて北側に虚空蔵岳を眺め、しばらくは山間を突き抜いた後秋田県道252号水沢西仙北線と合流しここでこの農道の区間は終わりである。ここの周辺も水田や耕地が中心である。

### 路線データ
- 総延長 : 9.305 km[1]
- 起点 : 大仙市松倉[1]（秋田県道67号四ツ屋神岡線交点）
- 終点 : 大仙市土川[1]（秋田県道252号水沢西仙北線交点）

## 歴史
- 1994年（平成6年）度 - 事業化。[1]
- 2001年（平成13年）度 - 開通。[1]

## 地理

### 交差する道路
- 秋田県道67号四ツ屋神岡線（大仙市松倉・起点）
- 秋田県道10号本荘西仙北角館線（大仙市土川字沢田）
- 秋田県道252号水沢西仙北線（大仙市土川・終点）

### 周辺の施設・地理など
- 松倉岳
- 明光沢岳
- 虚空蔵岳
- 神岡町営笹倉放牧場

## 関連する項目
- 日本の農道一覧